# 주 현왕
동주 현왕 희편(東周 顯王 姬扁)은 주나라의 35대 왕이다.

## 사적
현왕 2년(기원전 367년), 서주 환공의 손자인 서주 혜공이 자신의 소자(少子)인 반(班)을 공(鞏, 현재의 허난성 궁이 시) 지역에 봉하고 제후로 삼았으며, 공에 도읍을 정하게 하였다. 동주 왕실을 받들어 소자 반이 서주 혜공의 호를 습용(襲用)하여 그 자신을 동주 혜공이라고 칭했다. 이때는 전국 시대로 동주 왕실이 안으로 서주(西周)와 동주(東周)로 갈라진 것이다.
이와 같이 도읍지인 성주 부근 밖에 지배가 미치지 않게 된 동주는 왕권의 약화가 표면화되었다.
현왕 48년(기원전 321년), 붕어하자 아들 정(定)이 뒤를 이었다.